# Ugyops pictifrons
Ugyops pictifrons är en insektsart som beskrevs av Stsl 1870. Ugyops pictifrons ingår i släktet Ugyops och familjen sporrstritar. Inga underarter finns listade i Catalogue of Life.